# Chrysiptera springeri
Chrysiptera springeri · Demoiselle de Springer
Espèce
Chrysiptera springeri, communément nommé Demoiselle de Springer, est une espèce de poissons marins de la famille des Pomacentridae.
La Demoiselle de Springer est présente dans les eaux tropicales de la zone centrale de la région Indo-Pacifique soit plus particulièrement Florès, les Moluques et les Philippines.
Sa taille maximale est de 5,5 cm.